# Galactea titschacki
Galactea titschacki är en insektsart som beskrevs av Günther 1932. Galactea titschacki ingår i släktet Galactea och familjen Diapheromeridae. Inga underarter finns listade i Catalogue of Life.